# Tauroboli

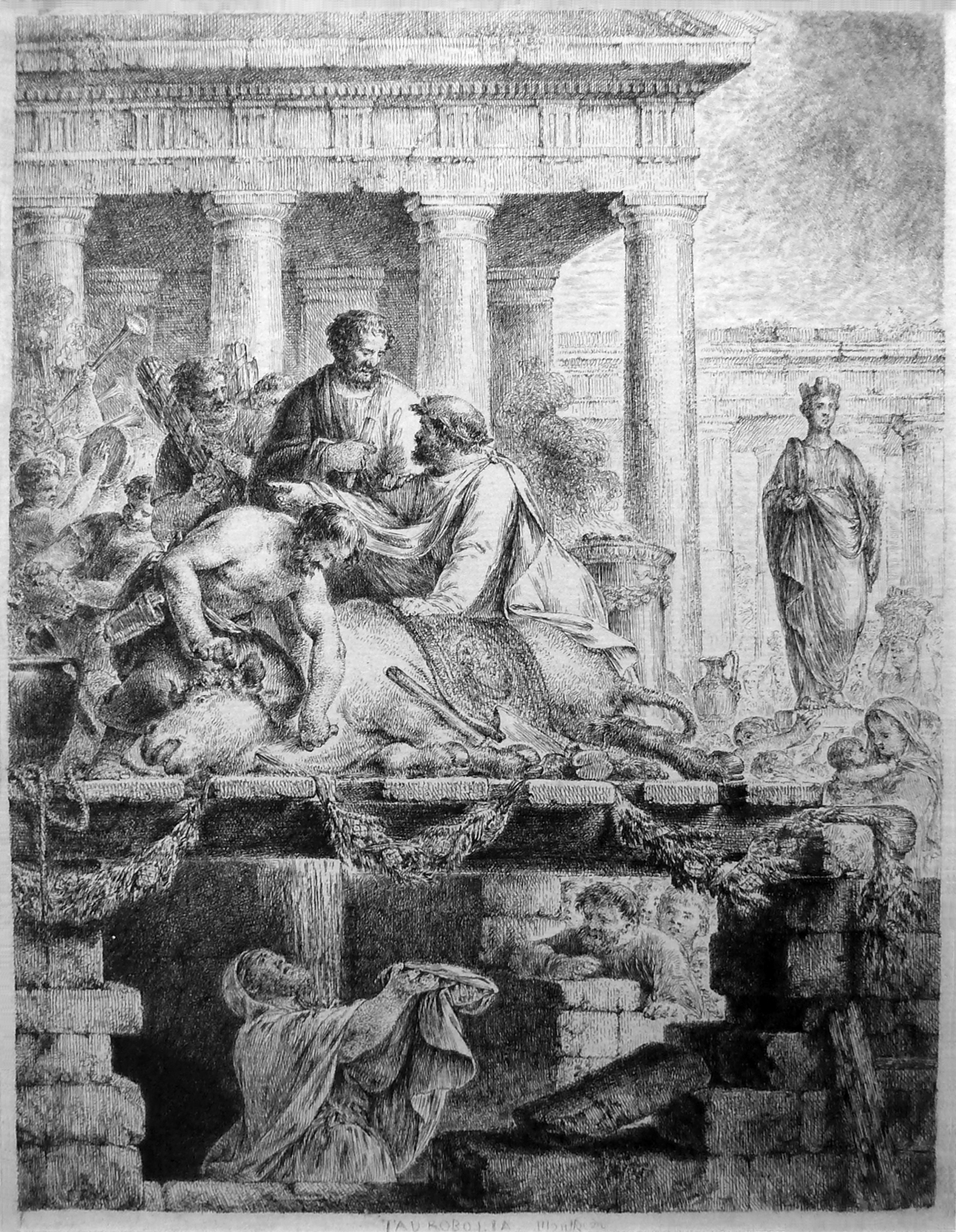
Recreació d'un tauroboli

El Tauroboli era un ritual que implicava ser regat amb la sang d'un bou, i normalment era el ritual d'iniciació relacionat amb el culte de la deessa Cíbele, també anomenada Magna Mater.

## Etimologia
La paraula procedeix del grec antic ταυροβόλος (taurobolos), format pels termes βάλλω (bál·lô, «caçar amb llança») i ταῦρος (tauros, «toro, bou»), és a dir, que en un principi es devia tractar de la cacera d'un toro salvatge. S'ha proposat que en llatí (taurobolium) va canviar la [b] per [p] per similitud amb l'expressió "Artemisa tauropolos", que vol dir «l'Artemisa venerada a la Tàurida». Amb el trasllat del ritual del seu lloc d'origen a l'Àsia Menor cap a Roma, el significat de la paraula va variar, passant a designar el degollament d'un toro i el bateig d'un iniciat en la seva sang conforme a un determinat ritual.

## Història
El culte a Cíbele es va originar a Anatòlia, d'allà va passar a les ciutats gregues i es va introduir oficialment a Roma entre els anys 218 i 201 aC; però la primera notícia que en tenim d'un ritual de taurobolium a la península italiana és de l'any 134 dC, a Puteoli, en honor de Venus Caelestis, testimoniat per una inscripció.
Antigament, per als grecs, consistia en la cacera d'un brau i no calia que tingués significació religiosa tot i que es feia en grup un dia festiu (πανήγυρις, panegyris). La introducció d'un arxigallus que dirigís el tauroboli va ser una innovació relacionada amb Antoní Pius qui va encomanar celebracions en honor de la Magna Mater amb ocasió de la seva vicennalia, els vint anys del seu govern, l'any 158-59.

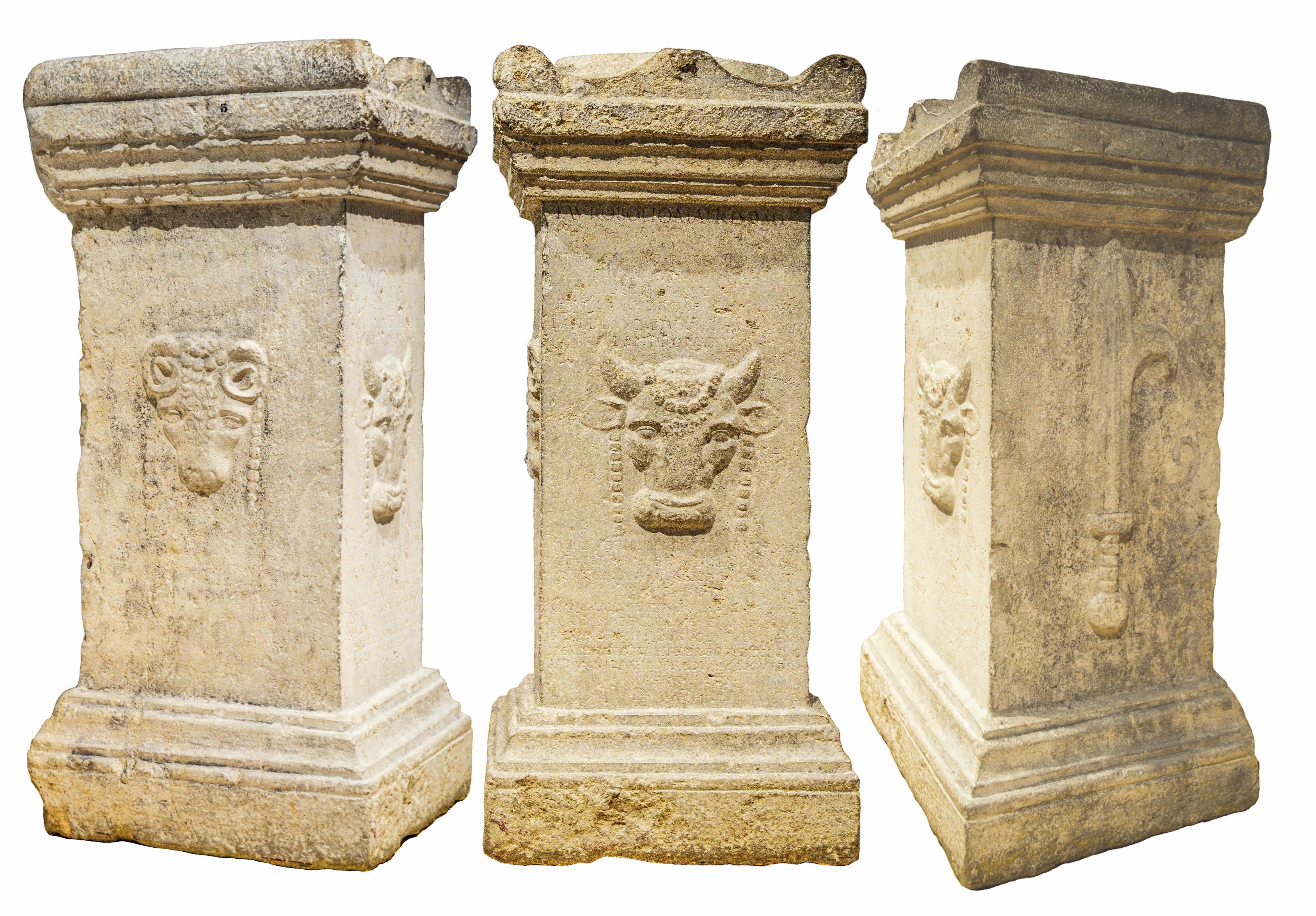
Vista de tres costats de l'altar trobat a Lugdúnum (Lyon). Té gravada la imatge d'un ganivet, un bucrani i una inscripció.

La primera referència datada que es conserva sobre tauroboli relacionat amb el culte a la Magna Mater és de l'any 160. Aquesta inscripció explica que a un bou se li van extreure els testicles i els van presentar en un altar a Lugdúnum, el 27 de novembre de l'any 160. Jeremy Rutter ha proposat la teoria que la castració del bou era una substitució de l'autocastració que en un principi es feien dels devots a Cíbele, la qual havia sigut prohibida per les lleis romanes.
Els taurobolia demanant el favor de la Magna Mater cap a l'emperador van esdevenir rituals habituals a les terres de la Gàlia, Hispània les províncies africanes romanes i a tot el territori de la península italiana. El darrer taurobolium públic de què es té notícia és una inscripció del segle iii trobada a Makthar (Numídia), per encàrrec dels emperadors Dioclecià i Maximià.

## Ritual
De la descripció que ens fa Prudenci es desprèn que l'iniciat penetrava, despullat de cintura cap amunt, en un fossat cobert amb una planxa amb forats. A sobre, l'oficiant degollava un toro amb un ganivet i, la sang queia sobre la cara i la boca de l'iniciat. Acabat el ritual, els assistents aclamaven a l'iniciat dient que era un «home nou». Aquesta sang conferia una nova vida, significava, la transferència a un orde existencial superior, transcendent a la corrupció i a la mort (l'iniciat passava a ser un renatus in aeternum, «renascut per l'eternitat»). Les inscripcions demostren que el ritu s'havia de repetir als vint anys, però no se sap si la segona cerimònia era definitiva.
Diversos autors dubten de la credibilitat de Prudenci, per ser aquest un apologista del cristianisme és probable que exagerés la descripció per fer-la més aversiva. El tauroboli es va fer servir, durant els segles II i III, com a mesura de benestar (salus) de l'emperador i de l'imperi. H. Oppermann assegura que des de la seva implantació a Roma, la data més habitual per al tauroboli era el 24 de març, durant la festivitat anomenada Dies Sanguinis («Dia de la sang»), dins dels actes de la Hilària en honor de Cíbele i Atis. El ritual també es feia en compliment d'una prometença o únicament per devoció a la deessa i els beneficis concedits no es limitaven a una classe social ni feien distinció entre homes i dones, encara que els més devots eren els efeminats, ja que era condició requerida per a ser sacerdot de Cíbele la castedat i en els primers temps eren eunucs.
El lloc principal dels tauroboli oficials era un temple situat al turó vaticà de Roma, lloc on s'han trobat diverses inscripcions commemoratives.
De vegades juntament amb el taurobolium es feia també un criobolium, un ritual semblant però en lloc d'un bou es feia amb un boc.
A l'edició de l'Encyclopèdia Britànica del 1911, sota la influència de Sir James George Frazer i la seva obra La Branca Daurada, se suggeria que el tauroboli era probablement una dramatització que simbolitzava les relacions entre la Magna Mater i Atis, el pansiment de la vegetació existent sobre la Terra, el seu bany en sang amb la consegüent revifalla de la Natura i la tornada d'Atis. La cerimònia podia ser una variació espiritual de la pràctica oriental de beure o batejar-se en la sang d'un animal, basada en la creença que es podia adquirir la força bruta de la creació entrant en contacte o bevent aquesta substància. També proposava que aquest ritual havia influït en la cerimònia cristiana del bateig, però llevat de la inscripció trobada amb l'expressió renatus in aeternum, no hi ha cap altre motiu per creure aquesta suposició.